# Граавилохи
Граавилохи (фин. graavilohi), гравлакс (швед. gravlax или gravad lax, нидерл. gravad laks или gravlaks, дат. gravlaks, эст. graavilõhe, исл. graflax, букв. «лосось из ямы») — рыбное блюдо из категории холодных закусок, характерное для кухни североевропейских стран, главным образом Финляндии, Швеции, Норвегии, Дании и Исландии. Граавилохи представляет собой сырую рыбу ценных пород, приготовленную в сухом пряном маринаде. Обычно подаётся под укропно-горчичным соусом с карельскими пирожками, на ржаном хлебе или с отварным картофелем.

## Этимология названия
Компонент граави-, грав- (graavi, grav) восходит к северногерманскому глагольному корню gräva «копать», который в свою очередь происходит из прагерманской лексемы *grabą, *grabō «яма», «могила», берущей начало от индоевропейского корня *ghrebh- «копать, царапать, скрести». Это название отсылает к традиционному средневековому способу приготовления, заключавшемуся во временном закапывании просоленной рыбы в прибрежном песке над линией прилива. Этот же способ изначально применялся для приготовления и исландского хаукарля, и шведского сюрстрёмминга.

## Способ приготовления

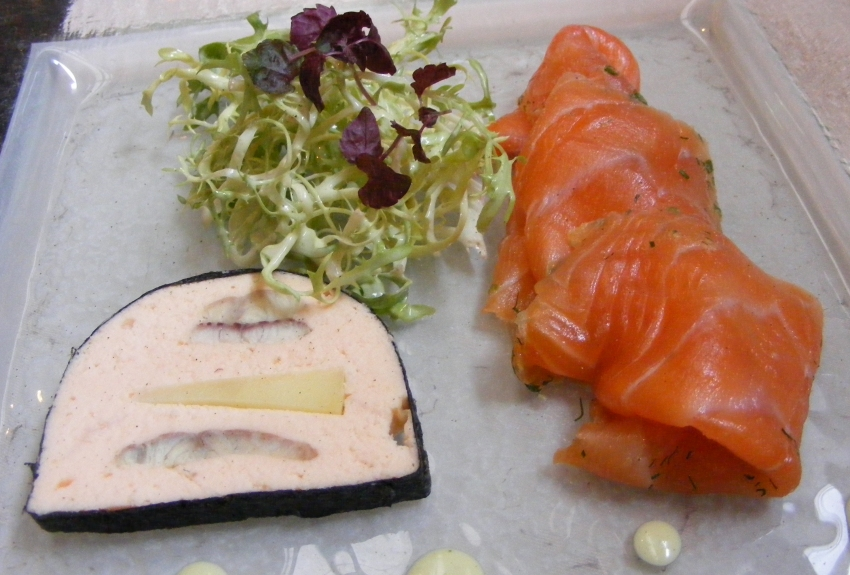
Граавилохи с паштетом из угря

Основные ингредиенты — это речная или морская рыба лососёвых пород (сёмга, форель, арктический голец, можно использовать и крупного сига), соль, сахар, укроп. В ходе приготовления рыбное филе последовательно засыпается крупной солью, сахаром, укропом и перцем, заворачивается в чистый холст (пищевую плёнку, специальную бумагу, фольгу), иногда заливается 20—30 граммами джина, коньяка, бренди или кальвадоса и выдерживается 3—4 дня в холодном месте, иногда под прессом. В результате рыба подвергается частичной ферментации и приобретает характерный вкус.